# 多田このみ
多田 このみ（ただ このみ、4月26日 - ）は、日本の女性声優。アミュレート準所属。石川県野々市市出身。以前はディーカラーに所属していた。

## 来歴
子供の頃、テレビアニメ『るろうに剣心 -明治剣客浪漫譚-』がきっかけで、アニメの世界を知って好きになり、その後、職業としての声優を知って、目指した。
以前はオフィス野沢、メディアフォース、ディーカラーに所属していた。
2024年8月1日、ディーカラーとアミュレートとの事業統合によりアミュレートへ移籍。

## 人物
方言は金沢弁。
趣味はDVD鑑賞。特技は赤ちゃんの声真似、化粧品検定1級。

## 出演
太字はメインキャラクター。

### テレビアニメ
2005年
- ガラスの仮面（東洋劇場会長秘書）

2007年
- ファイテンション☆スクール
  - はなけろ〜くるりん島のなかまたち〜（はなけろ）
  - はなけろ〜虹の国のシエル姫〜（はなけろ）
  - 先生のチョンマゲ アッパレひでよしくん（まつ）
  - おしゃべりなちゅどんズ （タケシ、梅子）
  - レオナルド博士とキリン村のなかまたち（笹岡真一、笹岡ユカリ、赤ちゃん）

2008年
- ファイテンション☆テレビ
  - はなけろ〜どんぐりころころエコろころ〜（はなけろ）

2010年
- 極上!!めちゃモテ委員長 セカンドコレクション（2010年 - 2011年、女子、女の子）

2012年
- ガールズ&パンツァー（阪口桂利奈）

2013年
- おしえて!ネオきょうじゅ（なんでくん）
- げんしけん 二代目（麻田直子〈にゃーこ〉）

2014年
- アカメが斬る!（ローグ）
- 金田一少年の事件簿R（川上優子）
- 星刻の竜騎士（女子生徒）

2016年
- 迷家-マヨイガ-（ナンコ、ユウネ、コメンテーター(女））
- 魔法つかいプリキュア!（2016年 - 2025年、長瀬まゆみ、ダンパ） - 2シリーズ

2018年
- キラキラ☆プリキュアアラモード（はぐたん）
- HUGっと!プリキュア（2018年 - 2019年、はぐたん / キュアトゥモロー）

2021年
- ふしぎ駄菓子屋 銭天堂（吉田弘毅）
- ましろのおと（路上の女性、手芸部B）

2022年
- オンエアできない!（モブ女B、女AD_C、もりりん、RIN、朝子 他）

### 劇場アニメ
2015年
- ガールズ&パンツァー 劇場版（阪口桂利奈）
- UFO学園の秘密

2016年
- 映画 魔法つかいプリキュア! 奇跡の変身!キュアモフルン!（女性）

2018年
- 映画 プリキュアスーパースターズ!（はぐたん）
- 映画 HUGっと!プリキュア♡ふたりはプリキュア オールスターズメモリーズ（はぐたん）
- 宇宙の法—黎明編—

2019年
- 映画 プリキュアミラクルユニバース（はぐたん）

2020年
- 映画 プリキュアミラクルリープ みんなとの不思議な1日（はぐたん）

### OVA
- ガールズ&パンツァー「これが本当のアンツィオ戦です!」（2014年、阪口桂利奈[30]）
- ガールズ&パンツァー 最終章（2017年 - 2023年、阪口桂利奈、池田江美[31]、ユリ）

### Webアニメ
- 妖怪人間ムラング（2009年、エムズ）
- レゴシティアドベンチャーズ シーズン3（2022年、マディソン、ママ・ルイス[32]）

### ゲーム
2013年
- 俺の妹がこんなに可愛いわけがない。HappyenD

2014年
- ガールズ&パンツァー 戦車道、極めます!（阪口桂利奈）

2016年
- 不思議の幻想郷TOD-RELOADED（ルナチャイルド）
- ぷよぷよ!!クエスト（2016年 - 2021年、エミリア、エリサ、プレセペ）

2018年
- ガールズ&パンツァー ドリームタンクマッチ（阪口桂利奈）
- なりキッズパーク HUGっと!プリキュア（はぐたん）
- 戦車少女同盟（ニナ）

2019年
- 不思議の幻想郷 -ロータスラビリンス-（ルナチャイルド）

2020年
- ビッグバッドモンスターズ（メリアン）

2022年
- デスティニーチャイルド（ダリア）

2024年
- 不思議の幻想郷 -FORESIGHT-（ルナチャイルド）

### ドラマCD
- 足洗邸の住人たち。（2011年、石見亜科）※11巻初回限定版付属CD
- チョコレート・ヴァンパイア[6]

### 吹き替え

#### 映画
- アイ・アム・マザー
- マルティニークからの祈り（ヘリン）
- デシベル（ソリョン[42]）※BD&DVD版
- トラブル・バスター（ユリア[43]）※Netflix配信版

#### ドラマ
- 天命（チェ・ラン〈キム・ユビン〉[44]）
- マクマフィア（ターニャ）
- 9-1-1: LA救命最前線 シーズン4（ハリー、ニア[45]）
- Sweet Home -俺と世界の絶望- シーズン2（スヨン、イギョンの娘[46]）
- タッカンジョン（ジンジュ、幼いミナ[47]）※Netflix配信版
- 初恋は初めてなので （ユリム[48]）
- ザ・ソサエティ（エル[49]）
- Aリスト シーズン2（ケイリー[50]）
- オクトーバー・ファクション（キャシー[51]）
- 刑事モース[6]
- Law&Order SVU[6]
- Pieces of her[6]

#### アニメ
- わたしたち、ララループシー!（スポット・スプラタースプラッシュ[52]）※Netflix配信版
- スーパーウィングス（ディジー[53]）
- ちいさなプリンセス ソフィア（ザンダー）
- チクタク・タウン（トミー[54]）
- ドックはおもちゃドクター
- パウ・パトロール（ケイティ、ジュリアス[55]）
- ヘンリー・ハグルモンスター（アイボー、ガーティー）
- バンピリーナとバンパイアかぞく（ブリジット[6]）
- ワッフルとモチの冬のごちそう（インターコミー[56]）※Netflix配信版
- DOTA:ドラゴンの血2（リナ[57]）
- ザ・カップヘッド・ショウ!（ベイビーボトル、チェリー[58]）
- Barbie: It Takes Two（ルネ、ジェイラ[59]）
- マイ・ファースト・バービー ハッピードリームデー（ルネ[60]）
- ココメロン通り（ニーナ[61]）
- 野生の島のロズ[62]

### ラジオ
※はインターネット配信。
- ガールズ&パンツァーRADIO ウサギさんチーム、訓練中！（2015年 - 2016年、音泉※[63]・ランティスウェブラジオ※・アニメイトTV※・茨城放送[64]）
- 迷家‐マヨイガ‐「納鳴村 村役場広報課」（2016年、音泉※）
- ガールズ&パンツァーRADIO ウサギさんチーム、まだまだ訓練中！（2017年 - 2018年、音泉※）[65]
- ガールズ&パンツァーRADIO ウサギさんチーム、もっともっと訓練中！（2019年、音泉※）[66]
- ガールズ&パンツァーRADIO　ウサギさんチーム、もっともっともっと訓練中！（2021年、音泉※）[67]

### ラジオドラマ
- メディアフォースWEBラジオ「眠れぬ夜に 女性版」

### テレビ番組
- 誉のドコ行く?（テレビ金沢）[注 2][68][3][注 3]
- のりスタNEO（ヘンリー、ナレーション）

### 朗読劇
- 言の葉だこっと朗読会（2022年5月29日、BookTradeCafe どうひん） - 夢野久作『きのこ会議』[69]
- 言の葉だこっと朗読会（2022年8月28日、BookTradeCafe どうひん） - 堀真潮『目玉』[70]
- 言の葉だこっと朗読会（2023年4月27日、BookTradeCafe どうひん） - 小川未明『初夏の空で笑う女』[71]
- 言の葉だこっと朗読会（2023年5月28日、BookTradeCafe どうひん） - 海野十三『最小人間の怪ー人類のあとを継ぐものー』[72]
- 言の葉だこっと朗読会（2023年9月24日、BookTradeCafe どうひん） [73]
- 言の葉だこっと朗読会（2024年1月27日、BookTradeCafe どうひん） - 林芙美子・作『鶴の笛』[74][75]
- CFプロデュース リーディングトム 第一回公演『猫の時代を待ちながら』（2024年9月14日、大塚ドリームシアター）[76]
- 言の葉だこっと朗読会（2025年4月27日、BookTradeCafe どうひん）[77]

### BD/DVD
- 小学館ちゃお付録DVD「ちゃおちゃおTV」(ナレーション)
- 【DVD】ベネッセコーポレーション｢こどもちゃれんじ ぷち｣(いろっぴ[6]）

### その他コンテンツ
- 東京国際映画祭出展ボイスオーバー作品「たいせつなこと」（マグダ）
- パコと魔法の絵本 いつもワガママガマ王子（ナレーション）
- 声優トークショー＆オリジナル朗読劇 #いしかわ声あそびin野々市（2025年8月3日、野々市市文化会館フォルテ）MC[78][79]

## ディスコグラフィー

### キャラクターソング
| 発売日 | 商品名                                              | 歌                                           | 楽曲                   | 備考                                     |
| 2018年 | 2018年                                              | 2018年                                       | 2018年                 | 2018年                                   |
| ------ | --------------------------------------------------- | -------------------------------------------- | ---------------------- | ---------------------------------------- |
| 7月4日 | HUGっと!プリキュア ボーカルアルバム パワフル♥エール | 野乃はな（引坂理絵）、はぐたん（多田このみ） | 「ハグはぎゅマジック」 | テレビアニメ『HUGっと!プリキュア』関連曲 |